# Censeau
Censeau – miejscowość i gmina we Francji, w regionie Burgundia-Franche-Comté, w departamencie Jura.
Według danych na rok 1990 gminę zamieszkiwały 282 osoby, a gęstość zaludnienia wynosiła 29 osób/km² (wśród 1786 gmin Franche-Comté Censeau plasuje się na 471. miejscu pod względem liczby ludności, natomiast pod względem powierzchni na miejscu 453.).